# Hisor
Hisor (in tagico Ҳисор?; in russo Гиссар?, Gissar) è una città del Tagikistan, sita nella regione di Dušanbe, era capoluogo dell'ex distretto omonimo fino al 2018.
L'insediamento giace a un'altezza di 799-824 metri, circondato da alte montagne e attraversato dal fiume Khanaka, un affluente del Kafirnigan.
Il gruppo etnico prevalente è quello dei tagiki (81,6%), seguito dagli uzbeki (12,3%) e da una piccola minoranza russa (3,6%).
Hisor è stata elevata allo status di città il 26 giugno 1993.